# گلگتا

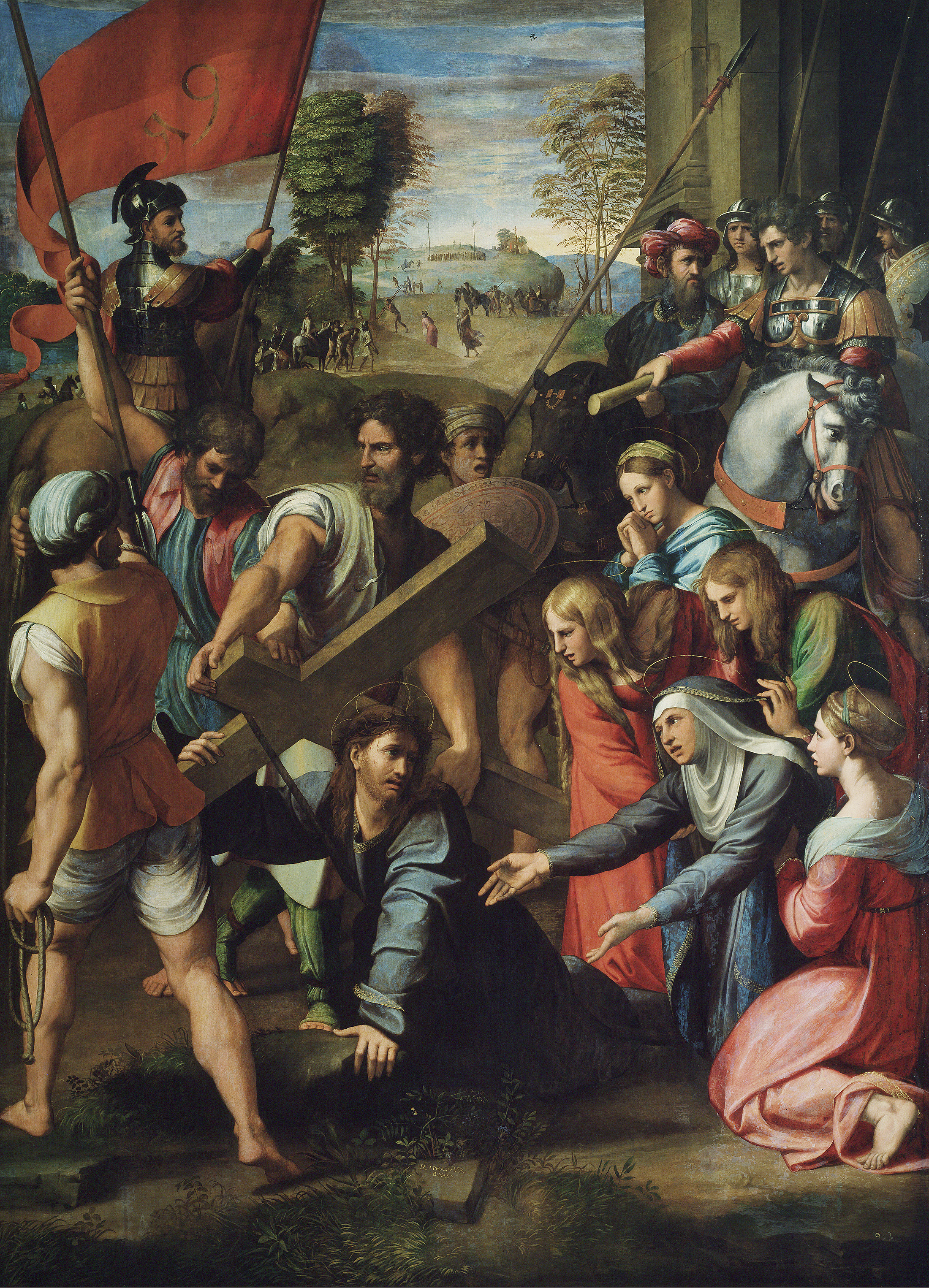
مصائب مسیح در مسیر گلگتا، نام اثری است در ژانر هنر دینی از رافائل در حدود ۱۵۱۶ میلادی که آخرین ساعات زندگی عیسی مسیح را به تصویر کشیده‌است.

گلگتا یا جلجتا (عربی: جلجثة؛ یونانی باستان: Γολγοθᾶ[ς] Golgotha[s]; سریانی آرامی: golgolta; انگلیسی: Calvary) نام تپه ای است که رومی‌ها در آن عیسی مسیح را به صلیب کشیدند. گلگتا در بیرون دیوارهای دفاعی اورشلیم (أسوار القدس) واقع است. نام این تپه در هر چهار انجیل آمده‌است: انجیل متی ‎۲۷: ۳۳، انجیل مرقس ‎۱۵: ۲۲، انجیل لوقا ‎۲۳: ۳۳ و انجیل یوحنا ‎۱۹: ۱۷.کلیسای مقبرهٔ مقدس نیز در این محل ساخته شده‌است. در انجیل متی ‎و مرقس، گلگتا، محل جمجمه (یونانی باستان: Κρανίου Τόπος) ترجمه شده‌است، که واژهٔ انگلیسی کالواری، از آن گرفته شده‌است.

## نگارخانه

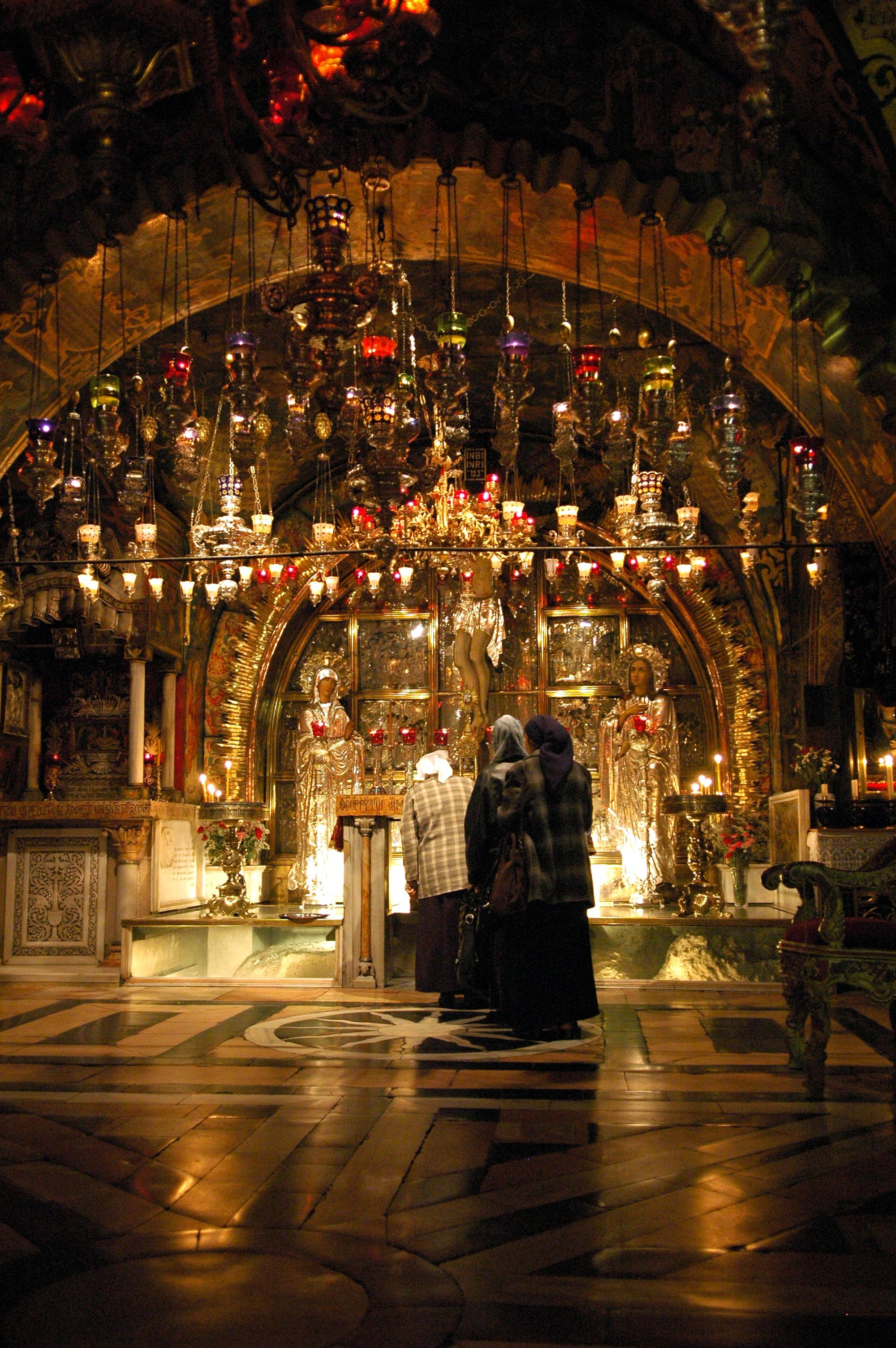
محل گلگتا در داخل کلیسای مقبره مقدس
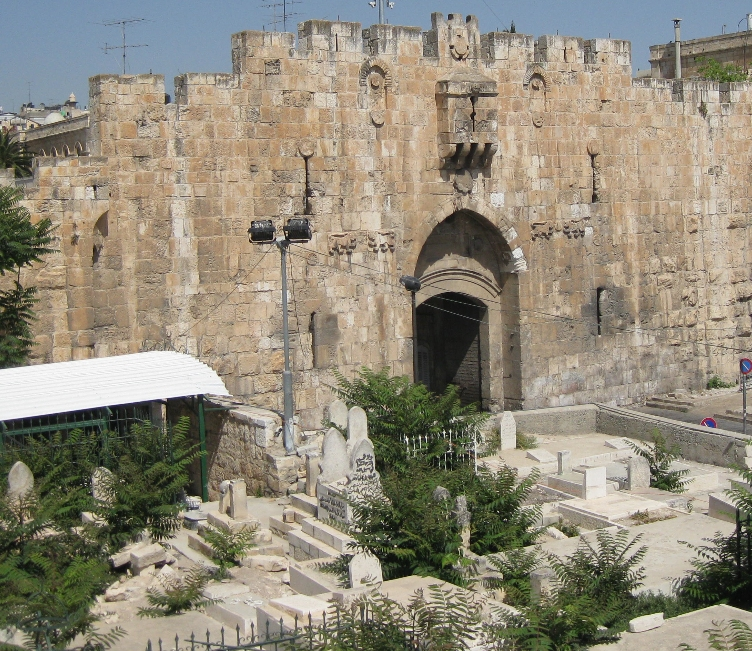
نمای دروازهٔ اسباط از بالای گلگتا
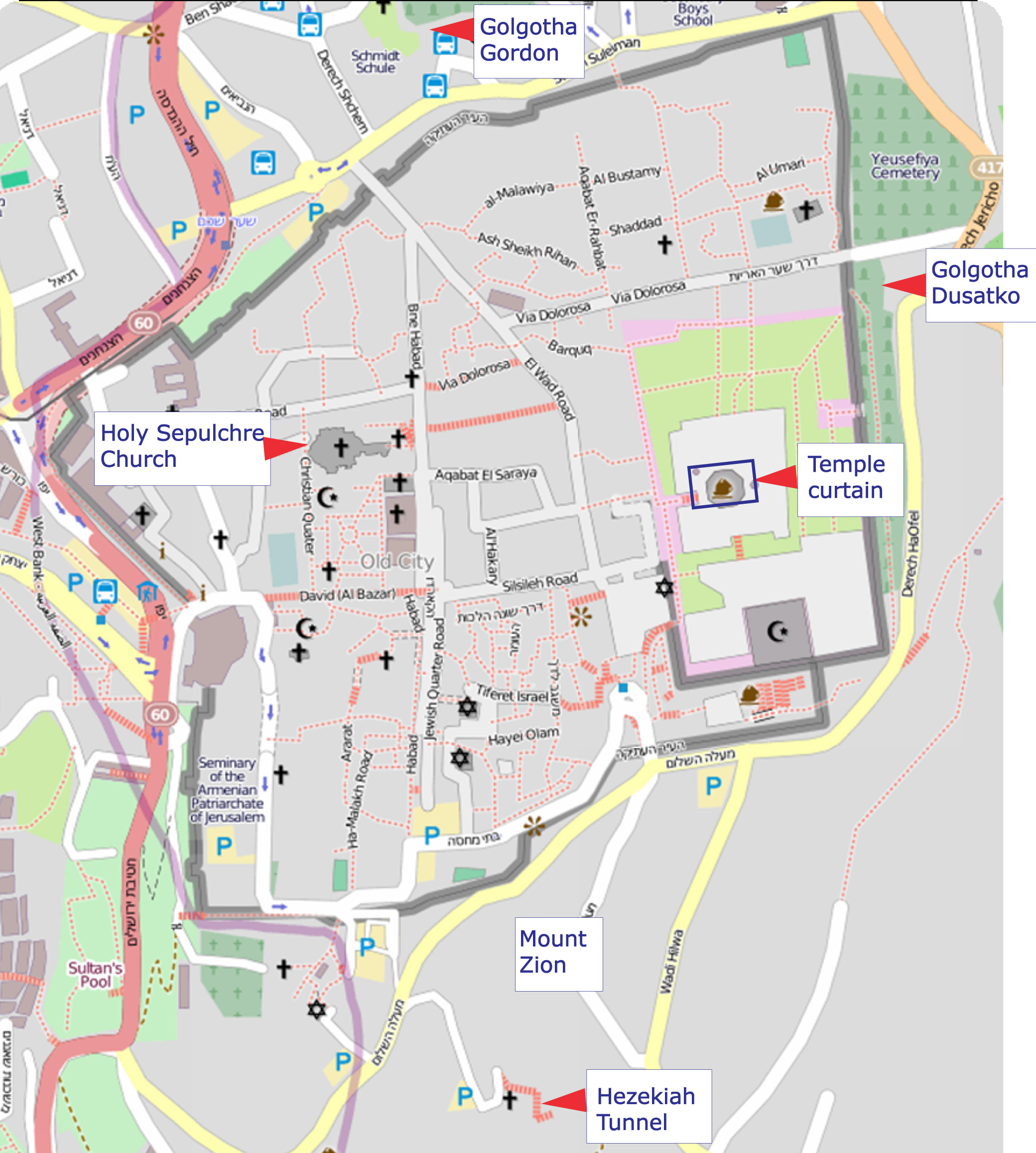
نقشهٔ قدیم بیت‌المقدس، در قدیم دیوار شهر تا دالان حزقیا امتداد داشته‌است.